# Massenhoven VC
Koninklijke Massenhoven VC was een Belgische voetbalclub uit Massenhoven die opgericht werd in 1946 en bestond tot 2021. Sinds het seizoen 2014/15 speelt de eerste damesploeg in de Eerste klasse. 
Sinds seizoen 2018/2019 heeft de club alleen nog damesploegen. De eerste herenploeg heeft voornamelijk gespeeld in de 4e provinciale B Antwerpen, met een enkele uitstap naar 3e provinciaal.
In mei 2021 stopte ook de damesploeg bij gebrek aan speelsters en werd de club opgedoekt .

## Resultaten

### Seizoenen Dames A
| Seizoen | Reeks         | Niveau | Plaats | Punten | Beker       | Opmerkingen                       |
| ------- | ------------- | ------ | ------ | ------ | ----------- | --------------------------------- |
| 2016/17 | Eerste klasse | 2      | 11     | 28     | 1/8e finale |                                   |
| 2017/18 | Eerste klasse | 2      | 11     | 28     | ?           |                                   |
| 2018/19 | Eerste klasse | 2      | 6      | 36     | ?           |                                   |
| 2018/19 | Eerste klasse | 2      | 13     | 19     | ?           |                                   |
| 2020/21 | Eerste klasse | 2      | -      | -      | -           | Seizoen geschrapt wegens Covid-19 |
| 2021/22 | Eerste klasse | 2      | -      | -      | -           | Ploeg geeft forfait en verdwijnt  |